# Cienia (województwo łódzkie)
Cienia (do 2008 Cienia Wielka) – wieś w Polsce położona w województwie łódzkim, w powiecie sieradzkim, w gminie Błaszki. Do 2007 roku nosiła nazwę Cienia Wielka. 
W latach 1975–1998 miejscowość administracyjnie należała do województwa sieradzkiego.